# آرمن بابایان
آرمن بابایان (ارمنی: Արմեն Կարլուշի Բաբայան؛ زادهٔ ۱۱ ژوئیهٔ ۱۹۷۲) یک اقتصاددان و سیاستمدار اهل ارمنستان است که از تاریخ ۲۰۱۲ تا تاریخ ۲۰۱۸ سمت نمایندگی دوره‌های پنجم و ششم مجلس ملی جمهوری ارمنستان را برعهده داشت.

## زندگی‌نامه
در ۱۱ ژوئیهٔ ۱۹۷۲ در آرماویر، ارمنستان به دنیا آمد .